# Gadebusch
Gadebusch is een gemeente in de Duitse deelstaat Mecklenburg-Voor-Pommeren, en maakt (als bestuurszetel) deel uit van het Amt Gadebusch in de Landkreis Nordwestmecklenburg.
Gadebusch telde ten tijde van de meest recente statistiek 5.461 inwoners.

## Indeling van de gemeente
Bron: artikel 2, lid 1, van de Hauptsatzung, hoofdgemeenteverordening, de dato 11 oktober 2019, die op de gemeentelijke website kan worden gedownload.
Naast het stadje Gadebusch zelf, maken nog 10 dorpjes met de status van stadsdeel deel uit van de gemeente, te weten:
- Buchholz
- Dorf Ganzow
- Ganzow
- Güstow, direct ten noorden van het centrum
- Klein Hundorf, enkele kilometers ten noorden van het centrum
- Möllin, ten west-noordwesten van het centrum, met museumboerderij Rauchhaus Möllin
- Neu Bauhof
- Reinhardtsdorf
- Stresdorf
- Wakenstädt, 3 km ten zuiden van het centrum

Daarnaast behoren nog enige gehuchten en gebouwen met een eigen plaatsnaam tot de gemeente.

## Ligging en infrastructuur
Op 24 km ten zuidoosten van Gadebusch ligt de belangrijke stad Schwerin. Op 30 km ten noordwesten van Gadebusch ligt Lübeck.

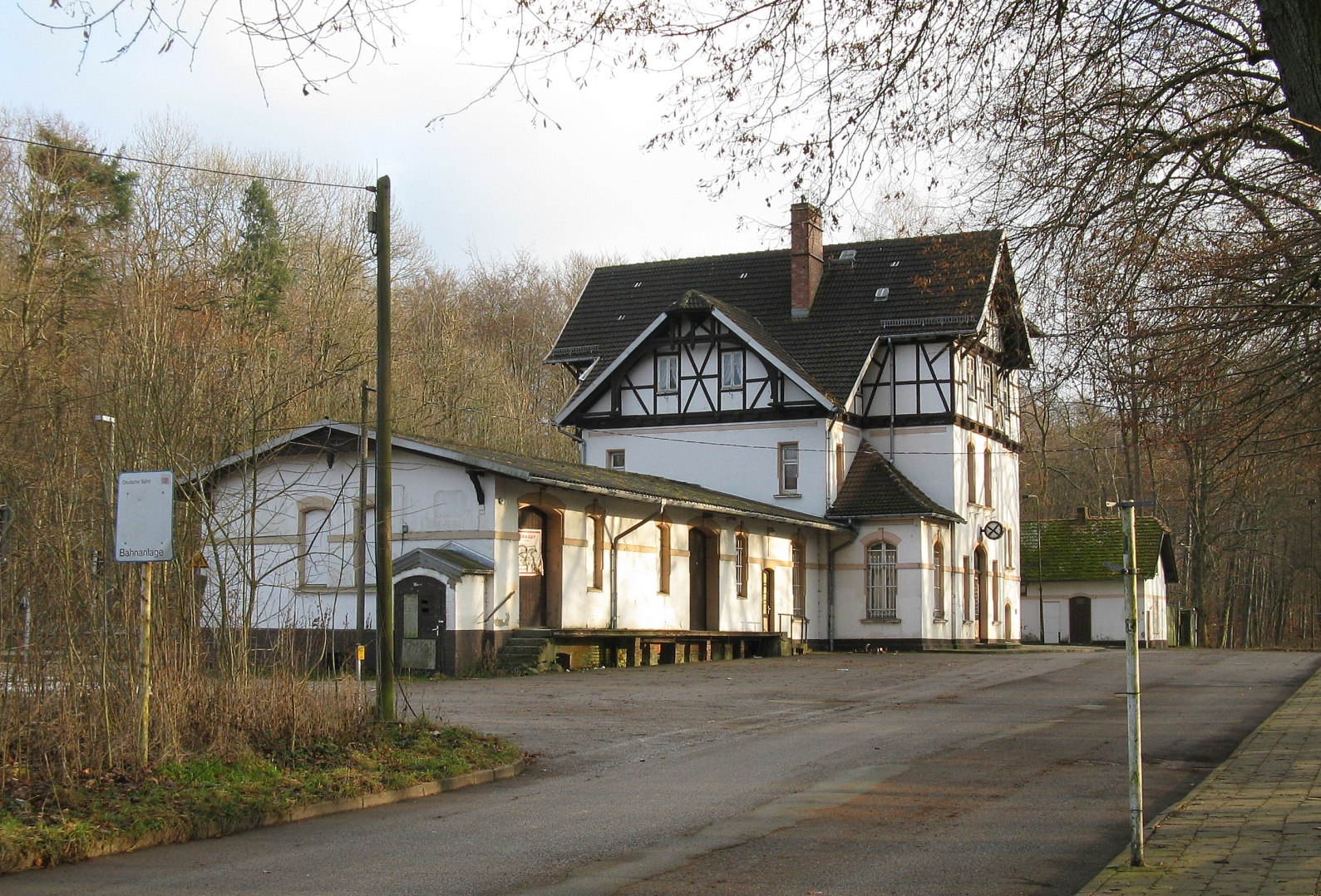
Voormalig stationsgebouw (tegenwoordig restaurant)
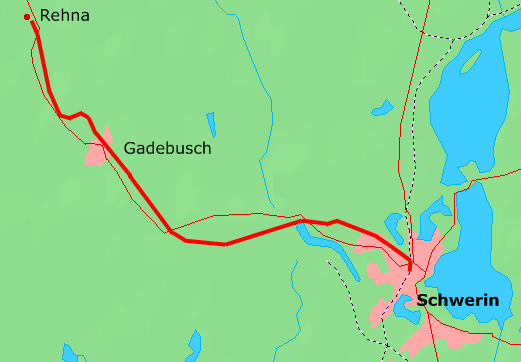
Spoorlijn Schwerin - Rehna

De belangrijkste verkeerswegen van Gadebusch zijn de Bundesstraße 104 en de Bundesstraße 208, die elkaar ten westen van het stadscentrum kruisen. De B 104 kruist op afrit 5 de Autobahn A 20. Deze afrit ligt ongeveer 18 km ten noordwesten van Gadebusch. Halverwege Gadebusch en deze Autobahn-aansluiting ligt Rehna, tien kilometer van Gadebusch vandaan.
Gadebusch heeft een spoorweghalte aan een kleine spoorlijn, die sedert 1897 Rehna en Schwerin Hauptbahnhof in de stad Schwerin met elkaar verbindt.
Door Gadebusch stroomt een 34 km lang riviertje, de Radegast. Dit is een zijriviertje van de 52 km lange Stepenitz, die op haar beurt weer uitmondt in de Trave, vlakbij haar monding in de Oostzee.

## Economie
Het stadje heeft veel inwoners, die een werkkring in steden elders hebben (woonforensen).
Daarnaast is het toerisme sinds circa 2000 sterk in betekenis toegenomen, met name vanwege de toeristisch aantrekkelijke omgeving.
Industrie, handel en nijverheid zijn van uitsluitend plaatselijke of regionale betekenis. De gemeente subsidieert midden- en kleinbedrijf, dat zich in de gemeente, langs de B 208 of B 104, wil vestigen.

## Geschiedenis
Zie ook: Slot Gadebusch.

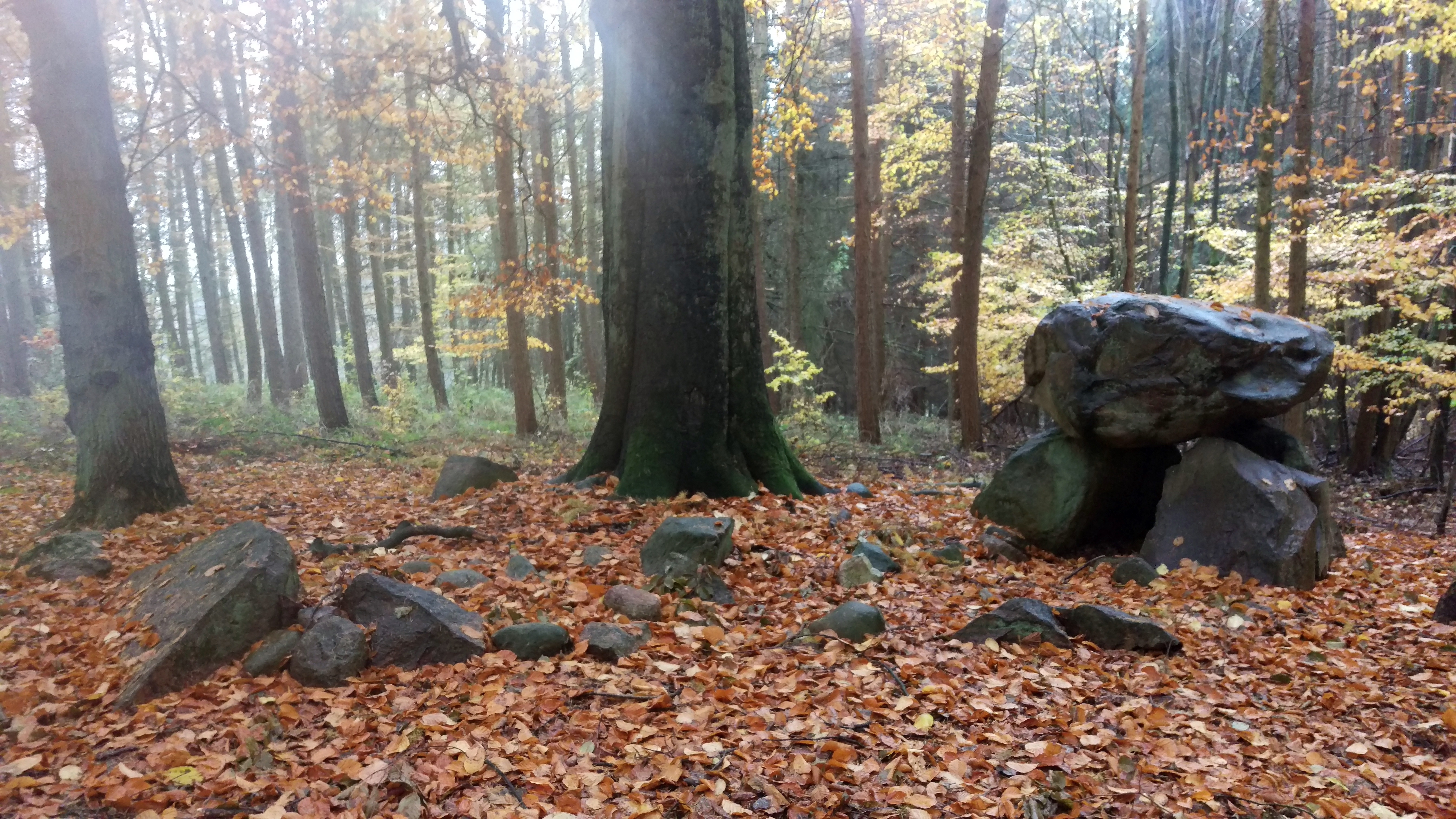
Hunebed Großsteingrab Klein Hundorf, graf 2
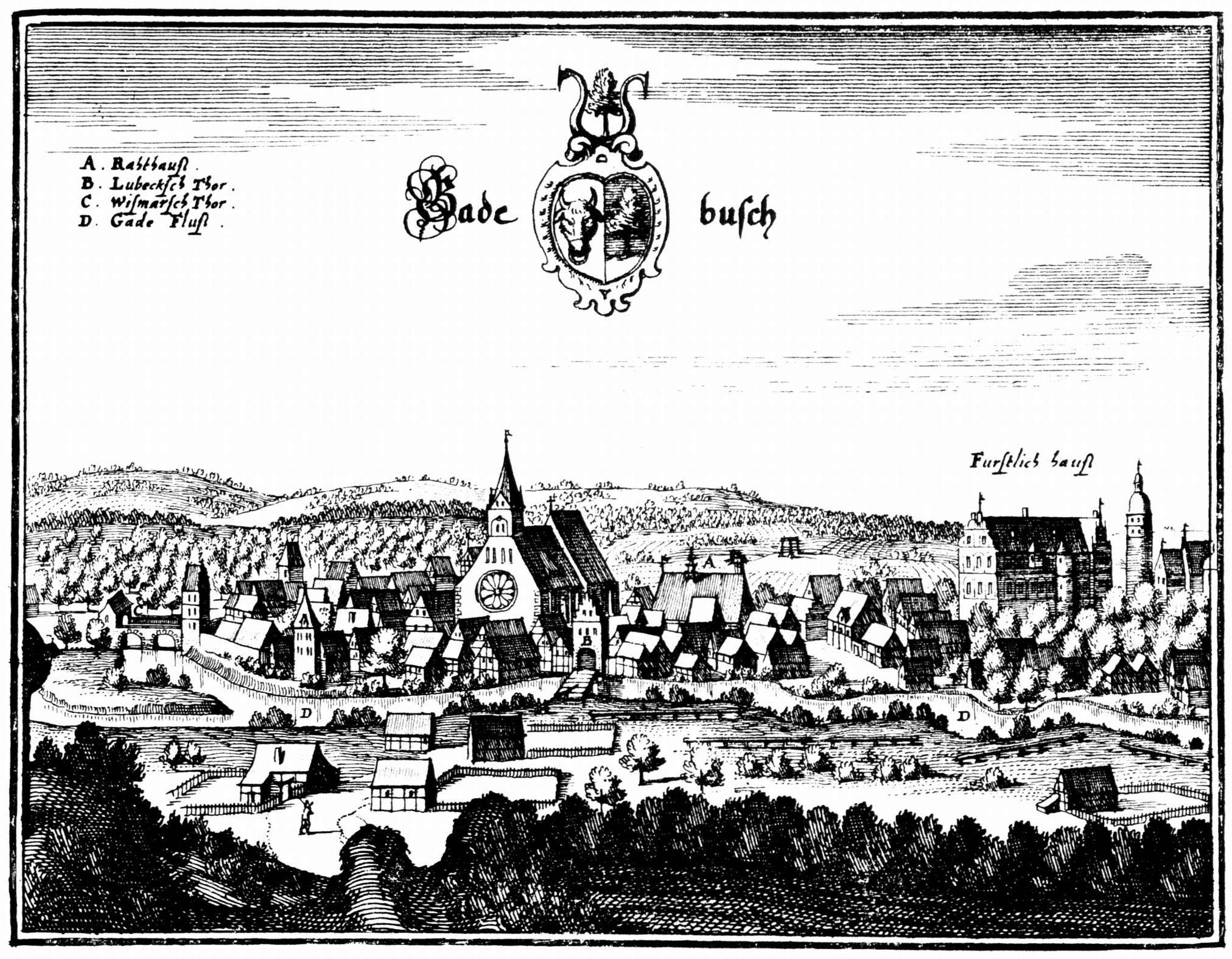
Merian-prent van Gadebusch, ca. 1653.
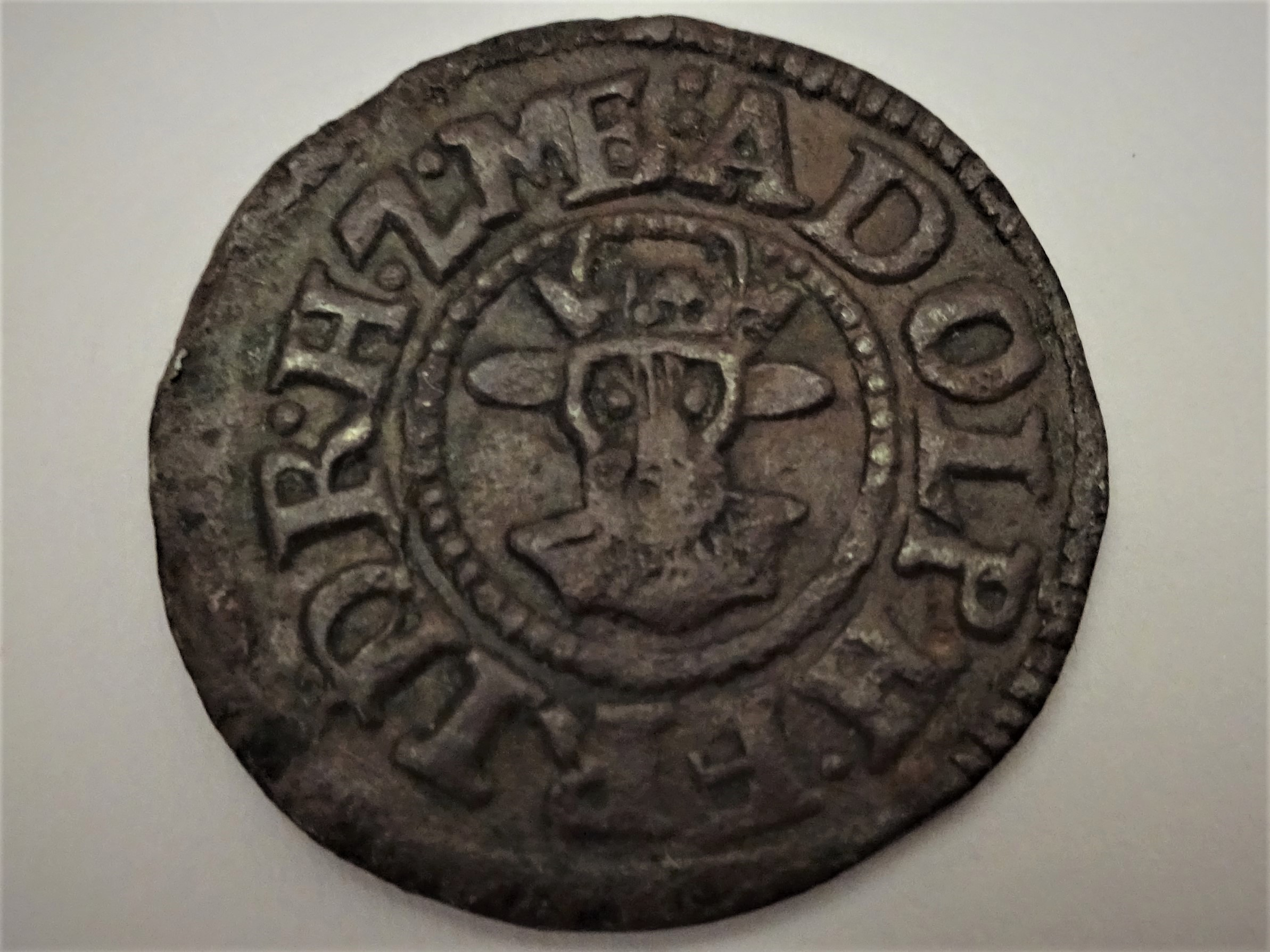
Kupferdreier, munt t.w.v. drie Pfennig, t.t.v. Adolf Frederik I geslagen te Gadebusch in 1622

Enkele kilometers ten noorden van Gadebusch, bij Klein Hundorf, liggen restanten van drie hunebedden (Sprockhoff-nummers 316-318). Hieruit blijkt, dat dit gebied in de Jonge Steentijd bewoond is geweest door dragers van de Trechterbekercultuur (3500-2800 v. Chr.).
Gadebusch ontwikkelde zich vanaf omstreeks 800 rondom het kasteel. Oorspronkelijk lag hier een ringwal met een dorp van het Slavische volk der Abodriten. Mogelijk zijn de plaatsnamen Gadebusch (Godebuz) en Cottbus allebei van dezelfde Slavische persoonsnaam afgeleid.
Rond 1200 werd het gebied door Duitsers onderworpen en gekerstend, zie ook: Oostkolonisatie. In 1225 werden aan Gadebusch stadsrechten toegekend.
Merkwaardig is, dat Gadebusch in de middeleeuwen behoorde tot Mecklenburg, en ook na de Vrede van Münster van 1648 weer, behoorde tot het Hertogdom Mecklenburg-Schwerin, maar dat een andere staat, het Bisdom Ratzeburg, in het kasteel van Gadebusch met name van 1570 tot 1620 resideerde. Zogenaamde administratoren oefenden hier het bestuur en financieel beheer van het na de Reformatie (eerste helft 16e eeuw) geseculariseerde bisdom uit; dit was tot aan de Napoleontische tijd het Vorstendom Ratzeburg. Belangrijk voor Gadebusch was administrator en hertog Christoffel van Mecklenburg (1537-1592), de eerste lutherse administrator van het Bisdom Ratzeburg. Deze liet Slot Gadebusch in de huidige renaissancestijl bouwen (voltooid in 1573).
Op een kleine heuvel in het centrum verheffen zich reeds eeuwenlang, zoals reeds op de Merian-prent uit 1653 te zien is, de drie belangrijkste gebouwen van Gadebusch: het kasteel, het stadhuis en de kerk.
In de 17e eeuw kwamen 37 vrouwen uit Gadebusch op gruwelijke wijze om het leven, doordat zij in heksenprocessen, naar moderne opvattingen onschuldig, ter dood veroordeeld en daarna geëxecuteerd werden. In 2015 vond in Gadebusch een plechtigheid plaats, waarin deze slachtoffers formeel gerehabiliteerd werden. Meer informatie hierover is te vinden in het museum over de heksenvervolging, dat zich in het kasteel van het meer oostelijk in Mecklenburg-Voor-Pommeren gelegen stadje Penzlin bevindt.
Van het midden van de 16e tot en met de 17e eeuw had Gadebusch muntrecht, vooral toen het kasteel van het stadje enige tijd lang een belangrijke bestuurszetel was, zijn er veel munten geslagen. Voor de arbeiders, die dit ambacht uitoefenden, is achter het stadhuis een ietwat grotesk monument opgericht.
Grotesk is ook het stadswapen van Gadebusch. Links (heraldisch rechts) is de afgehakte stierenkop van Mecklenburg afgebeeld, rechts (heraldisch links) een uit de grond getrokken lindeboompje. Dit laatste is een volksetymologische, onjuiste interpretatie van de tweede helft van de plaatsnaam als -busch, bosje.
Ten tijde van de Grote Noordse Oorlog, op 20 december 1712, vond de Slag bij Gadebusch (ook Slag bij Wakenstädt genoemd) plaats, die door de Zweedse troepen werd gewonnen.
Het stadje heeft tot aan de Tweede Wereldoorlog een bescheiden regionale bestuursfunctie vervuld; de mensen, die in Gadebusch en omgeving woonden, leefden vooral van de landbouw. Ook in de DDR-periode (1949-1990) waren industrie en nijverheid beperkt tot de verwerking van agrarische producten uit de directe omstreken. Historische feiten te Gadebusch van meer dan regionale betekenis zijn sedert circa 1800 verder niet opgetekend.

## Bezienswaardigheden
- De evangelisch-lutherse Sint-Jacobus- en Dionysiuskerk werd omstreeks 1220 gebouwd in romaanse stijl, en daarna in gotische stijl verbouwd. Het is het oudst bewaard gebleven historische stenen kerkgebouw van geheel Mecklenburg, en wordt beschouwd als een uitermate belangrijk cultuurmonument. Voor een zeer uitvoerige beschrijving van dit kerkgebouw en zijn interieur wordt verwezen naar het artikel Stadtkirche St. Jakob und St. Dionysius (Gadebusch) op de Duitstalige Wikipedia. In deze kerk ligt de tweede echtgenote van Albrecht van Mecklenburg[2], Agnes, begraven. Zij was enige jaren koningin van Zweden en zij was de moeder van hertog Albrecht V van Mecklenburg. Agnes overleed in 1434.
- Slot Gadebusch, met congres- en evenementenlocatie, museum, conservatorium, muziekschool, horeca enz., in zijn huidige vorm daterend van omstreeks 1573, is het culturele middelpunt van het stadje. Het gebouwencomplex is nog als Zukunftsschloss in ontwikkeling; geraamde voltooiing van de plannen: het jaar 2031. Het plaatselijke streekmuseum is aan de Amtsstraße gevestigd, in een bijgebouwtje van het kasteel.
- Het stadhuis dateert gedeeltelijk uit 1340, maar de grote aanbouw met de opvallende gevel pas uit 1618.
- Gadebusch ligt niet ver ten noordwesten van de historische, bezienswaardige stad Schwerin.
- Gadebusch ligt niet ver van Schwerin, in het voor met name watersport- en fietstoeristen aantrekkelijke merengebied Mecklenburger Merenplateau. In de nabije omgeving liggen ook enige natuurgebieden, waaronder:
  - het dal van het kalkrijke riviertje de Radegast, die ten noorden van Gadebusch door het (niet voor recreatie toegankelijke) meertje Neddersee heen loopt
  - het wandelbos direct ten oosten van Gadebusch en van de Burgsee, waarin zich het openluchttheater Waldbühne in bevindt
- Gadebusch bezit enige oorlogsmonumenten. Daartoe behoort dat op de locatie van de Slag bij Gadebusch van 1712, bij Wakenstädt, 3 km ten zuiden van Gadebusch, met bescheiden museum over deze veldslag.

## Afbeeldingen

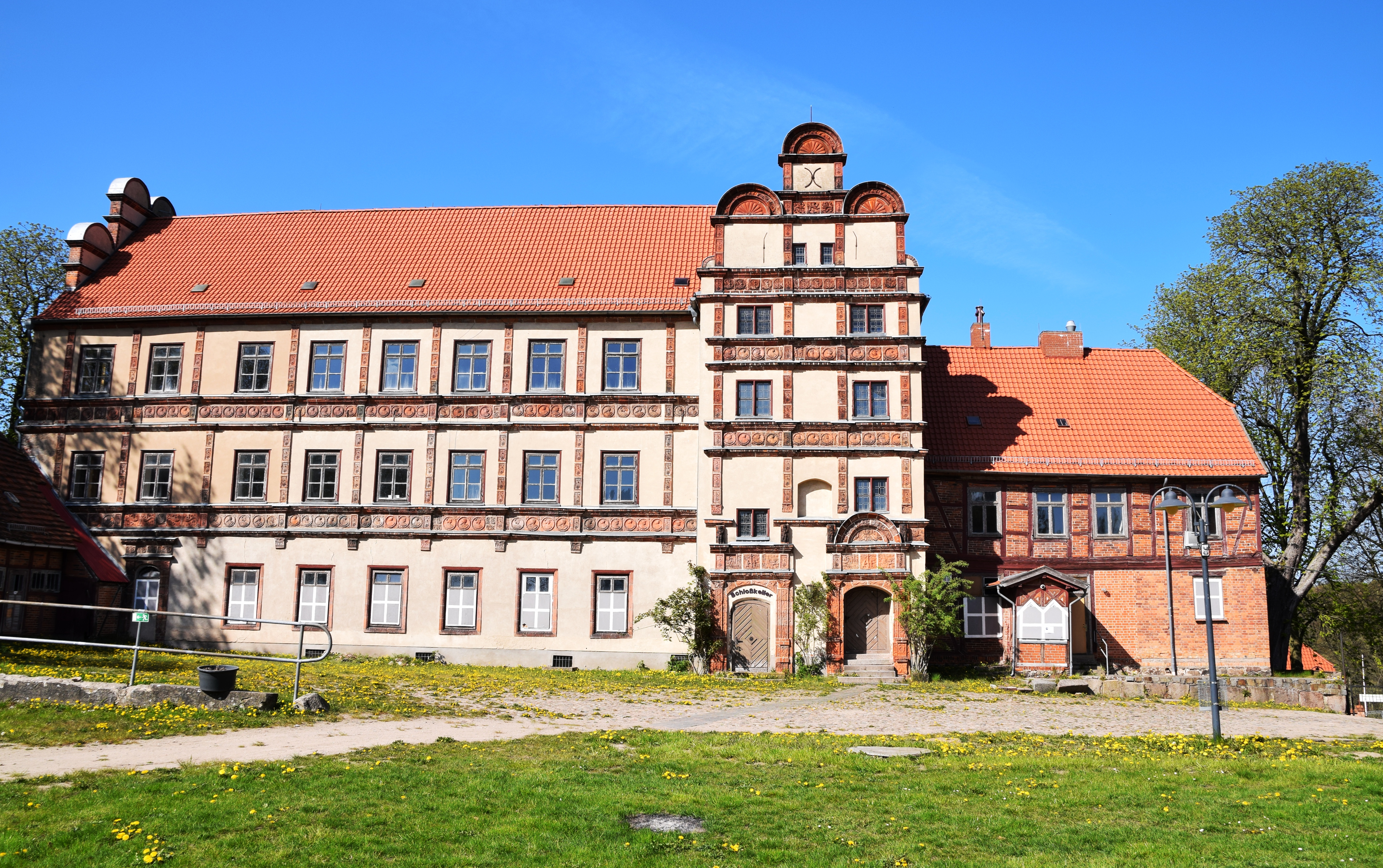
Slot Gadebusch (2019; ten tijde van de restauratie)
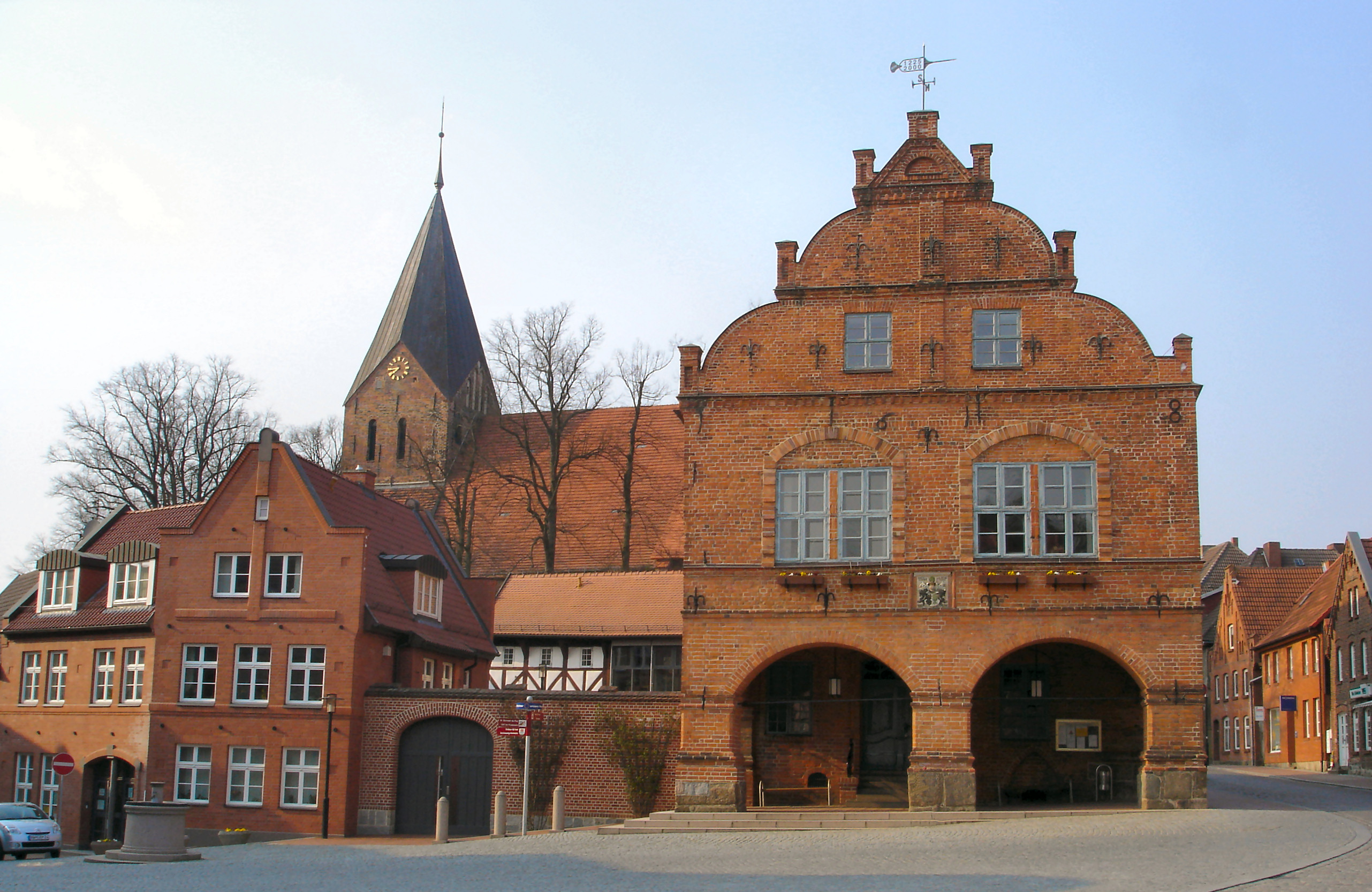
Stadhuis
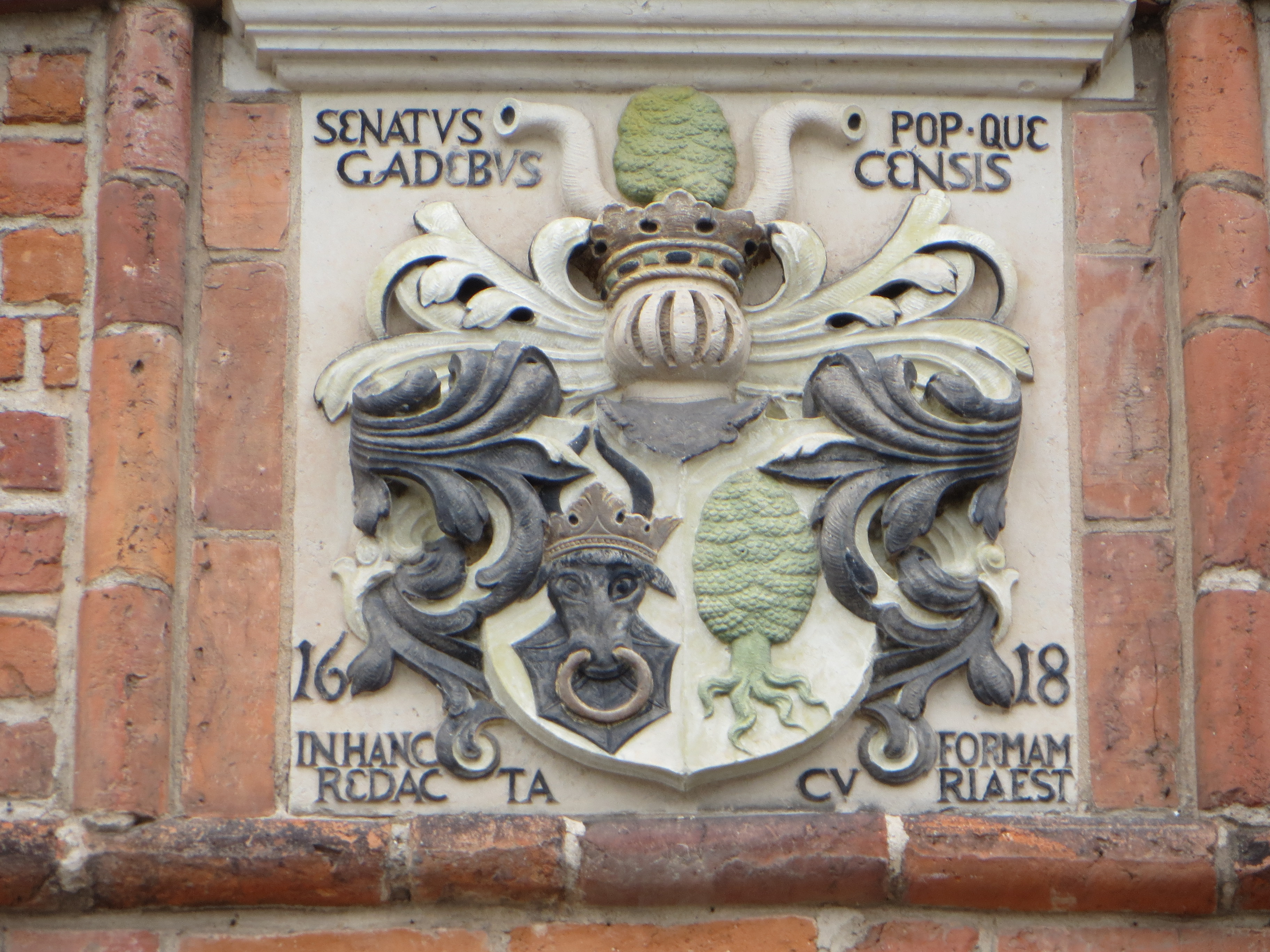
Reliëf met het stadswapen van Gadebusch aan de gevel van het stadhuis
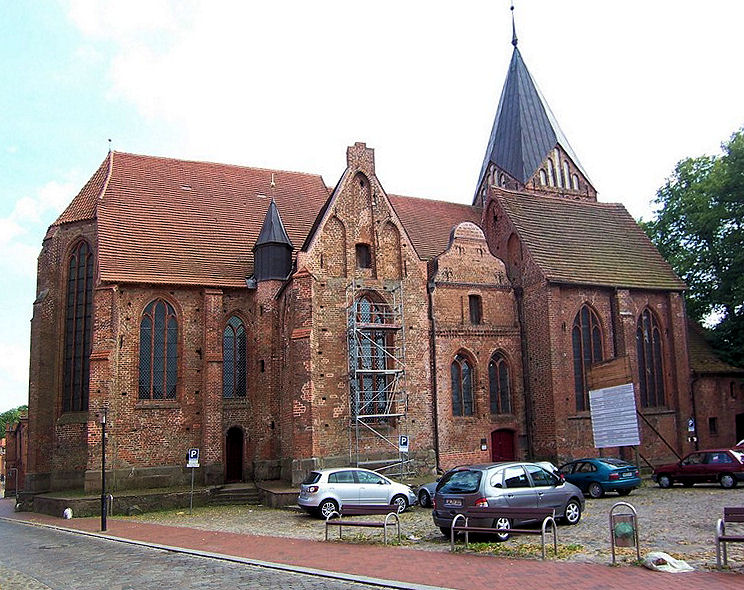
Stadskerk St. Jacobus en St. Dionysius (ten tijde van de restauratie)
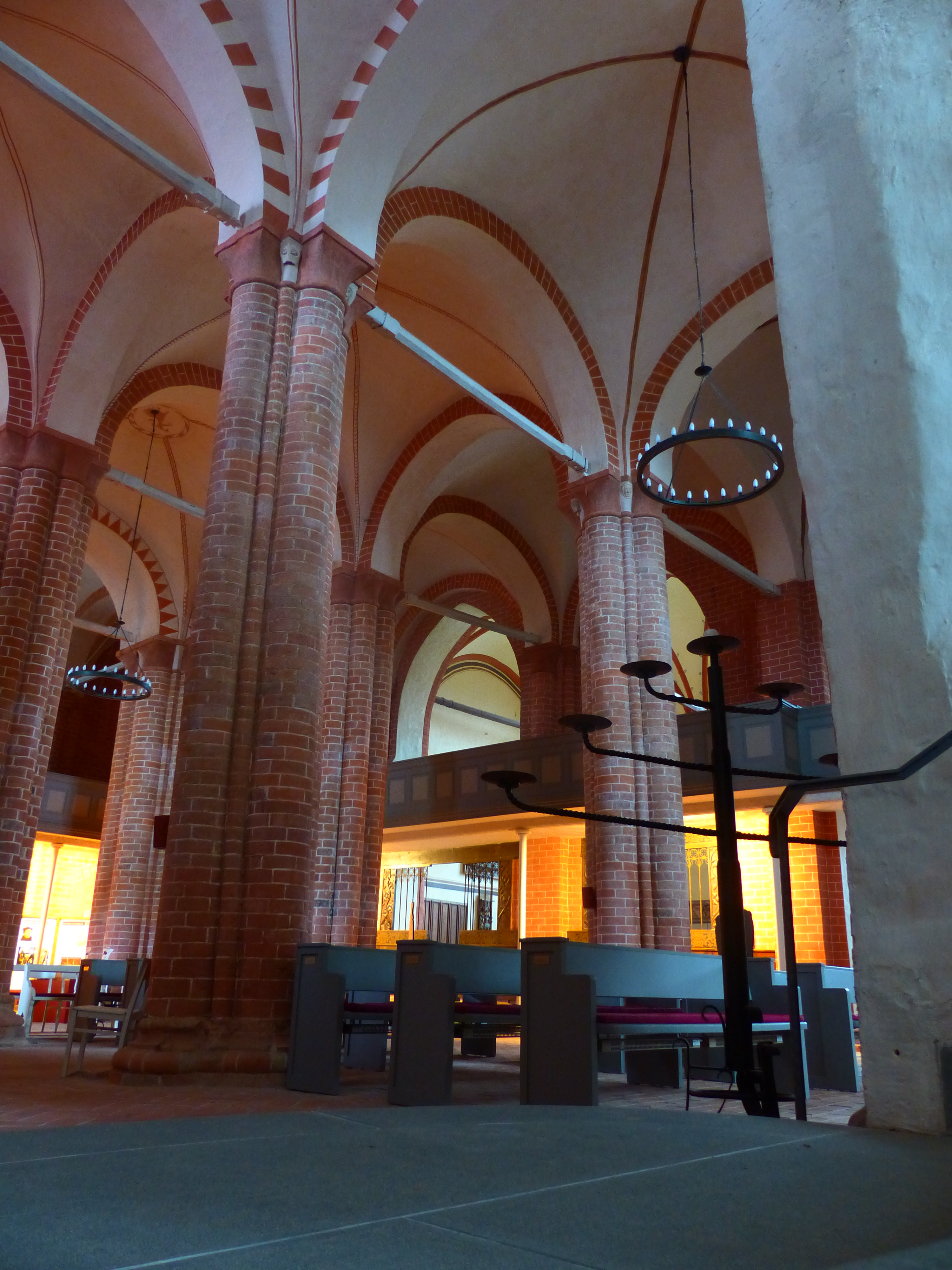
Interieur van dit kerkgebouw
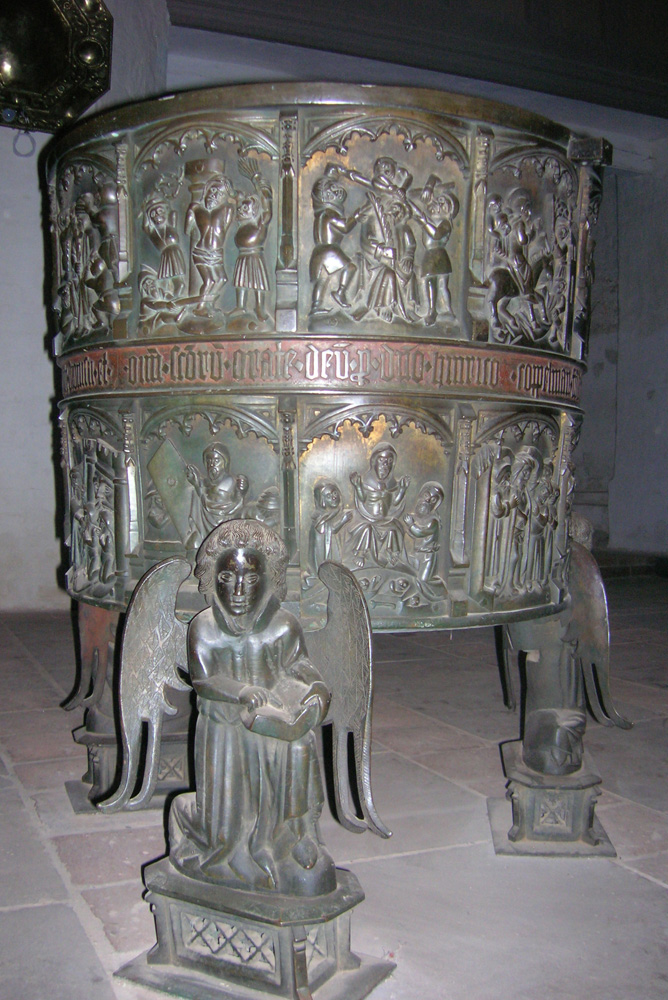
Bronzen doopvont (ca. 1450) in dit kerkgebouw
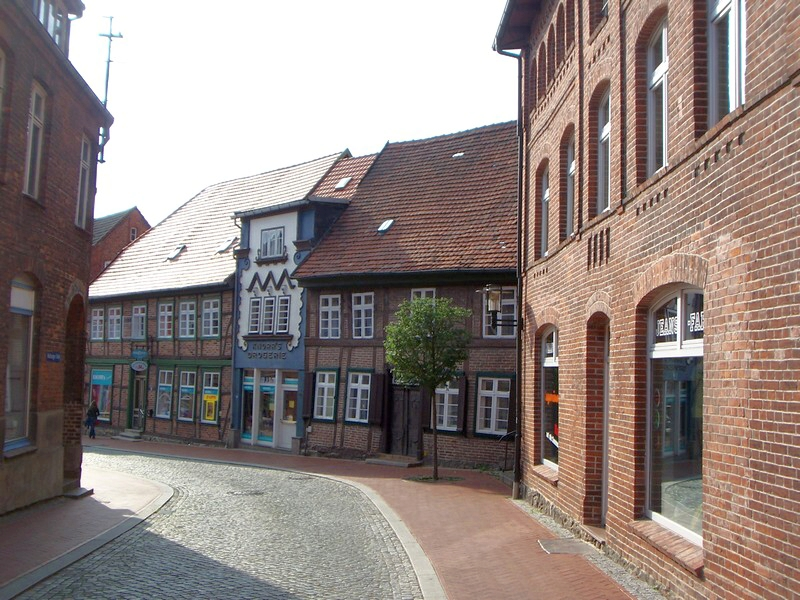
Oude huizen aan de Wollbrügger Straße
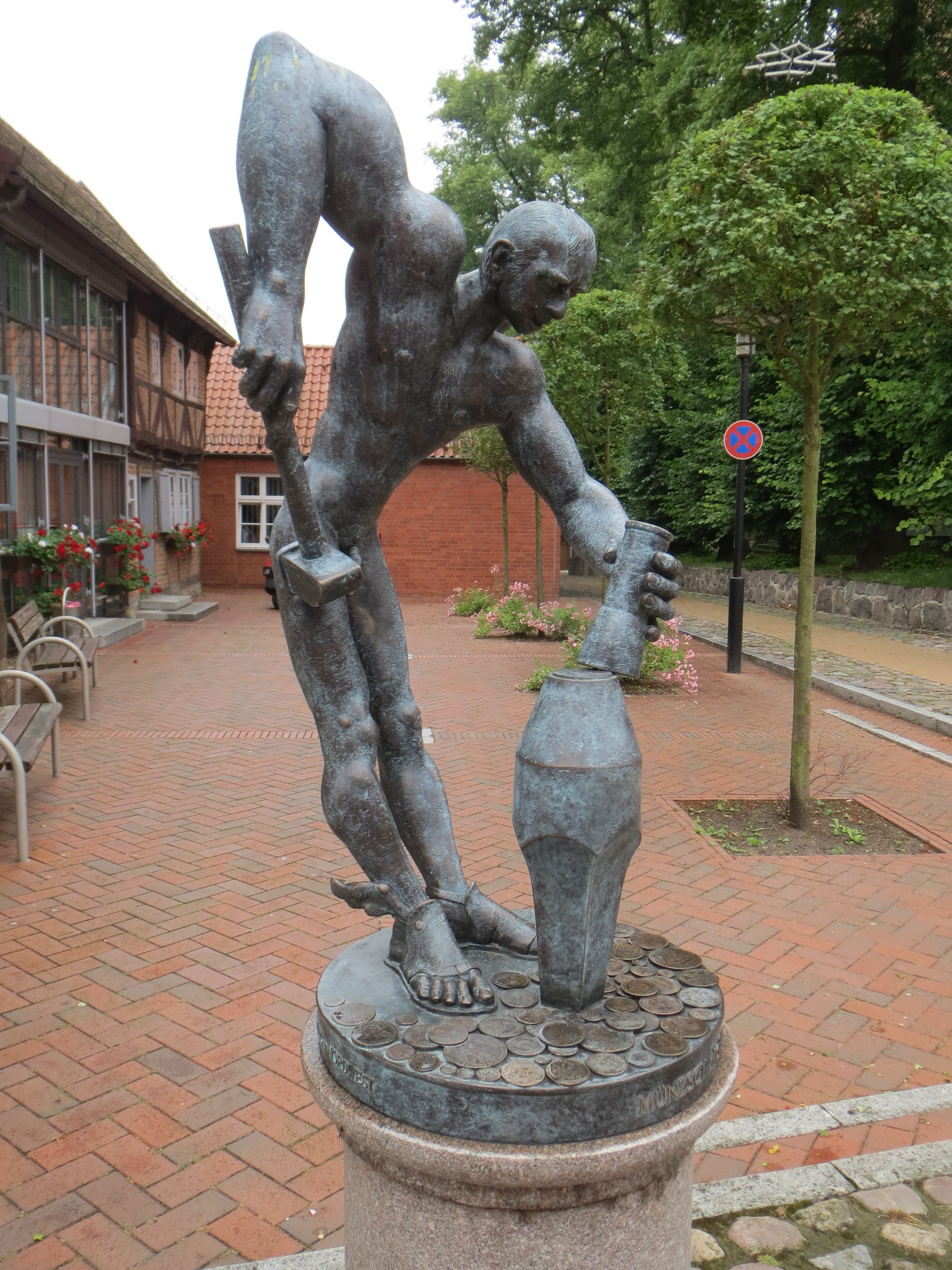
Muntmakers-monument

## Partnersteden
Gadebusch onderhoudt jumelages met :
- Saint-Germain-du-Puy in Frankrijk
- Trittau in Sleeswijk-Holstein
- Åmål in Zweden
- Czarnków in Polen